# 明统
明統（992年—996年）是大理國皇帝段素英的第三個年號，共計5年。
年號名稱，雲南文獻部份作「明統」，部份作「明德」。《玉海》注：「或曰明侯」。羅振玉《校增紀元編》認為段思聰「既號明德，不應復見。」
雲南文獻皆作明統年號為段素英第四個年號，僅李京《雲南志略》作第五個年號，但雲南出土《王永海墓碑》証實明應年號在明治年號之後，明統應該是段素英第三個年號。
起訖年，方詩銘、李家瑞、李崇智、段玉明作空白，王雲、黃德榮作992年－996年。

## 年號及改元出處
- 倪輅《南詔野史》：「太宗雍熙三年（986）立，改元廣明、明應、明聖等年號。」
- 胡蔚《增訂南詔野史》：「宋太祖乙酉雍熙二年（985）即位。明年（986），改元廣明，又改元明應、明聖、明統、明治。……真宗己酉大中祥符二年（1009），素英卒，在位二十四年。」
- 王崧《雲南備徵志》：「宋太宗雍熙三年（986）即位，改元廣明。宋真宗景德元年甲辰（1004），……次年（1005），改元明應、明聖、明德、明治。大中祥符二年（1009）薨，在位二十四年。」
- 諸葛元聲《滇史》：「段氏六世素英，宋太宗雍熙二年乙酉歲（985）立，改元廣明。……戊子（988），素英改元明應；己丑（989），改元明聖；壬辰（992），改明德；甲午（994），改明治。……素英在位二十四年卒。」
- 李京《雲南志略》：「子秉英立。改元廣明，又改曰明應、明聖、明治、明統。在位二十五年。」
- 楊慎《滇載記》：「素英以宋太祖雍熙二年（985）立，改元五，曰廣明、明應、明聖、明德、明治。」
- 馮蘇《滇考》：「素英在位二十四年，改元五，曰廣明、明應、明聖、明統、明治，真宗祥符二年（1009）卒。」
- 《白古通記淺述》：「雍熙二年（985）即位。」

## 紀年對照表
| 明統 | 元年  | 二年  | 三年  | 四年  | 五年  |
| ---- | ----- | ----- | ----- | ----- | ----- |
| 公元 | 992年 | 993年 | 994年 | 995年 | 996年 |
| 干支 | 壬辰  | 癸巳  | 甲午  | 乙未  | 丙申  |

## 同期存在的其他政權年號
- 中國
  - 淳化（990年－994年）：北宋－宋太宗趙匡義之年號
  - 至道（995年－997年）：北宋－宋太宗趙匡義之年號
  - 統和（983年－1012年）：契丹－遼聖宗耶律隆緒之年號
  - 天興（986年－999年）：于闐－尉遲僧伽羅摩之年號
- 越南
  - 興統（989年－993年）：前黎朝－黎桓之年號
  - 應天（994年－1007年）：前黎朝－黎桓、黎龍鉞、黎龍鋌之年號
- 日本
  - 正曆（990年－995年）：一條天皇之年號
  - 長德（995年－999年）：一條天皇之年號